# نادي سورسي
نادي سورسي لكرة القدم (بالألمانية: Fußball Club Sursee) نادي كرة قدم سويسري يلعب في دوري الدرجة الأولى السويسري. تم تأسيس النادي في عام 1920.

## روابط خارجية
- FC Sursee